# Фиске, Джон (философ)
Джон Фиске (англ. John Fiske, имя при рождении Эдмунд Фиске Грин, англ. Edmund Fiske Green; 30 марта 1842, Хартфорд — 4 июля 1901, Глостер, Массачусетс) — американский философ

 и историк.

## Биография
Единственный ребёнок в семье Эдмунда Брустера Грина, работавшего редактором в газетах Хартфорда, Нью-Йорка и Панамы. После смерти Грина в 1852 году его вдова повторно вышла замуж, а их сын взял себе имя Джон Фиске в честь прадеда по материнской линии. Детство и отрочество Фиске прошло в Мидлтауне, затем он поступил в Гарвардский университет и окончил его юридический факультет в 1865 году. Первая статья Фиске, «Заблуждения мистера Бакла» (англ. Mr. Buckle's Fallacies), была опубликована в 1861 году в журнале National Quarterly Review. После этого он стал частым участником американских и британских периодических изданий.
С 1869 до 1871 года он читал лекцию по философии в Гарвардском университете, в 1870 преподавал историю, а с 1872—1879 был помощником библиотекаря. В 1879 он был избран членом попечительского совета, и по истечении шестилетнего срока был переизбран в 1885. Начиная с 1881 года он ежегодно читал лекции по американской истории в Университете Вашингтона в Сент-Луисе, штат Миссури, а начиная с 1884 года занимал должность профессора американской истории в этом учреждении. Он читал лекции по американской истории в Университетском колледже Лондона в 1879 и в Королевском институте Великобритании в 1880. Он прочитал сотни своих лекций, в основном, по американской истории, в крупных городах Великобритании и США.
Большую часть жизни он посвятил изучению истории, но в раннем возрасте исследование в области природы человеческого прогресса привело его к тщательному изучению эволюционных теорий, в частности, работ Чарлза Дарвина. Он занимался философской интерпретацией работ Дарвина и подготовил много книг и эссе на эту тему. Его философия была сформирована под влиянием взглядов Герберта Спенсера об эволюции. В письме Чарлза Дарвина, датированном 1874 годом, ученый делает замечания о работе Джона Фиске: «Я никогда в моей жизни не прочитал настолько же ясного толкователя (и поэтому мыслителя), как Вы».

## Сочинения
- Открытие Америки с кратким очерком древней Америки и испанского завоевания = The Discovery of America. / В 2 т. Пер. с англ. П. Николаева. — Москва : К. Т. Солдатенков, 1892-1893. Т. 1, Т. 2
- The critical period of American history, 1783-1789. — Boston: Houghton Mifflin, 1888. — 396 p.
- The Beginnings of New England: Or, The Puritan Theocracy in Its Relations to civil and religiuos liberty. — Houghton: Mifflin andcompany, 1889. — 329 p.